# 兴业路站
兴业路站位于中华人民共和国湖北省武汉市江岸区建设大道与淌湖路交叉口，是武汉地铁3号线和建设中的12号线的地铁换乘站，于2015年启用。

## 車站结构
3号线车站沿建设大道布置，地下二层岛式，设10个出入口。

### 楼层分布
| 地面     | 地面               | 出入口                               |  |  |
| 地下一层 | 站厅               | 售票机、客服中心、武漢通充值、洗手間 |  |  |
| 地下二层 |                    | █ 3号线 往沌阳大道（二七小路）       |  |  |
|          | 岛式站台，左侧开门 |                                      |  |  |
|          |                    | █ 3号线 往宏图大道（后湖大道）       |  |  |

### 出入口
|                                                 |      |                                                                             |
| 出口編號                                        | 設施 | 建議前往的目的地                                                            |
| A                                               |      | 建設大道 安居西路、雷苑小區                                                 |
| B                                               |      | 建設大道 安居西路、銀泰·御華園                                              |
| C                                               |      | 建設大道 安居西路                                                           |
| D                                               |      | 建設大道 安居西路                                                           |
| E                                               |      | 建設大道 興業路                                                             |
| F                                               |      | 建設大道 興業路、後湖派出所                                                 |
| G                                               |      | 興業路 建設大道、春林醫院、東方廣場、盛世東方、鼎盛華城                     |
| H                                               |      | 建設大道 興業路                                                             |
| J                                               |      | 建設大道 安居西路、天倫·二七嘉園我的寓、盛世東方                            |
| K                                               |      | 建設大道 安居西路、武漢快樂寶貝幼兒園、向日葵雙語藝術幼兒園、小小哈佛幼兒園 |
| 注： 設有升降機 \| 設有輪椅升降台 \| 設有洗手間 |      |                                                                             |

## 事故
2023年8月8日18时40分，本站12号线工地的北侧基坑出现渗漏水，造成兴业路（怡和西路—建设大道段）局部地面沉降（长约20米，宽约10米）。当局在1小时内封堵了渗水点，并紧急疏散了周边居民。事故未造成人员伤亡。

### 内部链接
- 武汉地铁车站列表